# Yamaguitisentis rhinoplagusiae
Yamaguitisentis rhinoplagusiae är en hakmaskart som först beskrevs av Yamaguti 1935.  Yamaguitisentis rhinoplagusiae ingår i släktet Yamaguitisentis och familjen Echinorhynchidae. Inga underarter finns listade i Catalogue of Life.